# 肖尔托·卡内基
肖尔托·卡内基（英語：Sholto Carnegie，1995年2月28日—），英国男子赛艇运动员。他曾代表英国参加世界赛艇锦标赛，获得一枚金牌和一枚铜牌。他也曾参加2020年夏季奥林匹克运动会。